# Narva
Narva (rusko Нарва) je mesto v Estoniji, ki stoji na skrajnem severovzhodu države, ob istoimenski mejni reki na meji z Rusijo, nasproti ruskega Ivangoroda. S približno 60.000 prebivalci je tretje največje mesto v Estoniji. Znano je predvsem kot industrijsko središče, velika večina prebivalcev je rusko govorečih, ki pa se zaradi slabih ekonomskih pogojev množično izseljujejo tako iz mesta kot iz celotne okoliške regije, zato število prebivalcev že dlje časa upada.
Najpomembnejša gospodarska dejavnost je energetika, območje je namreč bogato z naftnim skrilavcem, ki ga izkopavajo v okolici ter izkoriščajo v dveh največjih termoelektrarnah na naftni skrilavec na svetu, Eesti in Balti.
Starodavno mesto, staro skoraj tisočletje, je skozi svojo zgodovino pripadalo različnim kraljestvom, kar je danes razvidno predvsem po švedskem arhitekturnem vplivu ohranjenih stavb v starem mestnem jedru. Med drugo svetovno vojno ga je zavzela nemška vojska, nato pa je bilo 1944 med invazijo Rdeče armade skoraj v celoti porušeno. Namesto med vojno prisilno izseljenih Estoncev so sovjetske oblasti v njem naselile ljudi iz Rusije, Belorusije in Ukrajine ter obnovile Narvo v modernističnem slogu, pod vplivom česar je življenje v mestu še danes. Za Estonce je simbol uničenja pod sovjetsko vladavino.
Največja mestna znamenitost je Hermannov grad iz 13. stoletja, ki so ga zgradili Danci in kasneje odkupili ter razširili pripadniki Livonskega reda. Stoji ob reki Narvi točno nasproti nekoliko mlajše ivangorodske trdnjave. Po vojni je bil obnovljen, zdaj ima v njem prostore mestni muzej. 
Leta 1700 je v bitki pri Narvi švedski kralj Karl XII. premagal ruskega carja Petra Velikega. Bitka je bila del Velike severne vojne.

## Znane osebnosti
- Paul Keres (1916–1975), šahist